# Abrotélia
Abrotélia foi uma filósofa pitagórica que viveu no século V a.C. Era uma de quinze mulheres incluídas na Vida de Pitágoras, escrita por Jâmblico. O pai de Abrotélia foi Abroteles de Tarento, e pensa-se que nasceu em Tarento.